# Pierwszy rząd Aigarsa Kalvītisa
Pierwszy rząd Aigarsa Kalvītisa (łot. Kalvīša 1. Ministru kabinets) – centroprawicowy gabinet koalicyjny rządzący Łotwą od 2 grudnia 2004 do 7 listopada 2006.

## Historia
Był to trzeci gabinet w trakcie kadencji Sejmu wybranego w wyborach w 2002. Zastąpił rząd kierowany przez Indulisa Emsisa. Koalicję zawiązały Partia Ludowa, Pierwsza Partia Łotwy, Związek Zielonych i Rolników oraz Nowa Era. Ostatnie z tych ugrupowań w 2006 opuściło koalicję, jedno ministerstwo przypadło wówczas pozaparlamentarnej Łotewskiej Drodze. Po wyborach w tym samym roku rząd zastąpiony został przez drugi gabinet tego samego premiera.

## Skład rządu
Premier
- Aigars Kalvītis (TP)

Minister obrony narodowej
- Einars Repše (JL, do 23 grudnia 2005), Linda Mūrniece (JL, od 5 stycznia 2006 do 7 kwietnia 2006), Atis Slakteris (TP, od 8 kwietnia 2006)

Minister spraw zagranicznych
- Artis Pabriks (TP)

Minister ds. rodziny i dzieci
- Ainars Baštiks (LPP)

Minister gospodarki
- Arturs Krišjānis Kariņš (JL, do 7 kwietnia 2006), Aigars Štokenbergs (TP, od 8 kwietnia 2006)

Minister finansów
- Oskars Spurdziņš (TP)

Minister spraw wewnętrznych
- Ēriks Jēkabsons (LPP, do 21 października 2005), Dzintars Jaundžeikars (LPP, od 3 listopada 2005)

Minister oświaty i nauki
- Ina Druviete (JL, do 7 kwietnia 2006), Baiba Rivža (ZZS, od 8 kwietnia 2006)

Minister kultury
- Helēna Demakova (TP)

Minister zabezpieczenia społecznego
- Dagnija Staķe (ZZS)

Minister rozwoju regionalnego i samorządności
- Māris Kučinskis (TP)

Minister transportu
- Ainārs Šlesers (LPP, do 17 marca 2006), Krišjānis Peters (LPP, od 8 kwietnia 2006)

Minister sprawiedliwości
- Solvita Āboltiņa (JL, do 7 kwietnia 2006), Guntars Grīnvalds (LPP, od 8 kwietnia 2006)

Minister zdrowia
- Gundars Bērziņš (TP)

Minister środowiska
- Raimonds Vējonis (ZZS)

Minister rolnictwa
- Mārtiņš Roze (ZZS)

Minister bez teki ds. e-administracji
- Jānis Reirs (JL, do 7 kwietnia 2006), Ina Gudele (bezp., od 8 kwietnia 2006)

Minister bez teki ds. integracji społecznej
- Ainars Latkovskis (JL, do 7 kwietnia 2006), Karina Pētersone (LC, od 8 kwietnia 2006)